# Sonate K. 291
La sonate K. 291 (F.239/L.61) en mi mineur est une œuvre pour clavier du compositeur italien Domenico Scarlatti.

## Présentation
La sonate K. 291 en mi mineur, notée Andante, forme une paire avec la sonate suivante de même tonalité. C'est une sonate simple mais d'une parfaite maîtrise d'écriture, à deux voix et un matériel thématique sans ambiguïté.

## Manuscrits
Le manuscrit principal est le numéro 26 du volume V (Ms. 9776) de Venise (1753), copié pour Maria Barbara ; les autres sont Parme VII 21 (Ms. A. G. 31412), Münster IV 1 (Sant Hs 3967) et Vienne B 1 (VII 28011 B).

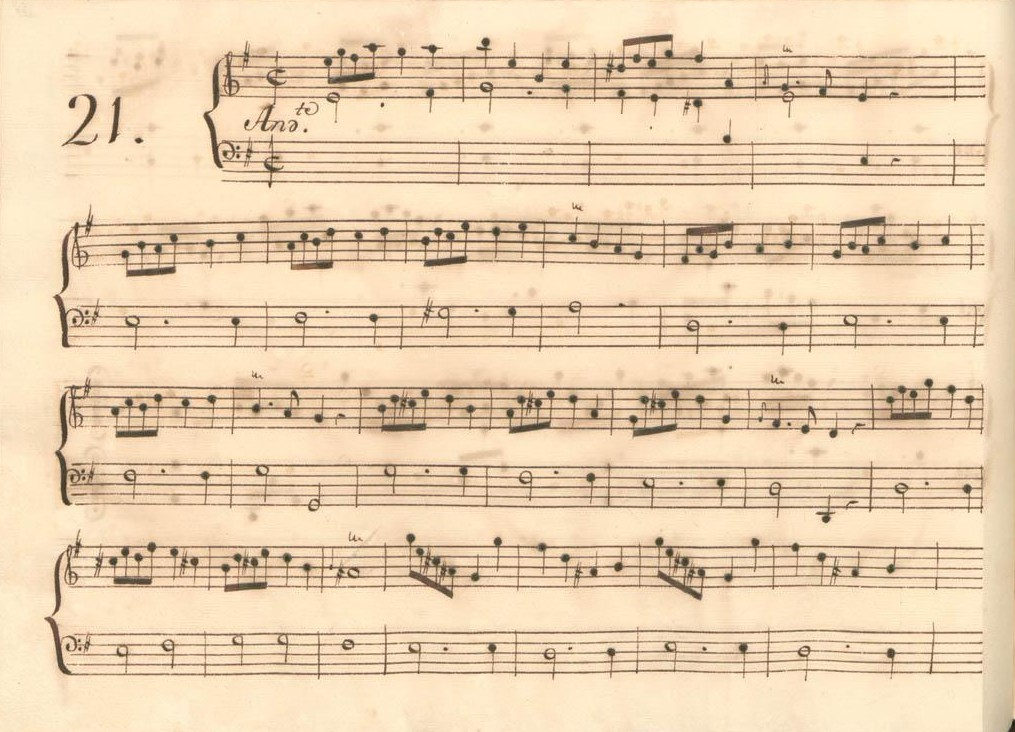
Parme VII 21.
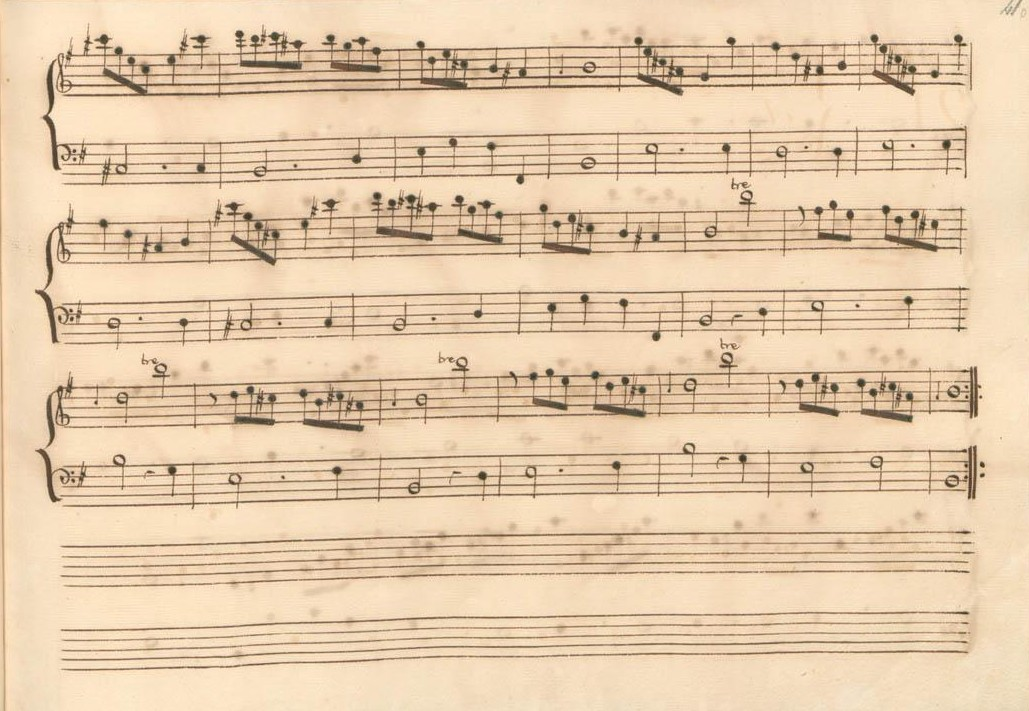
Parme VII 21 (fin de la première section).
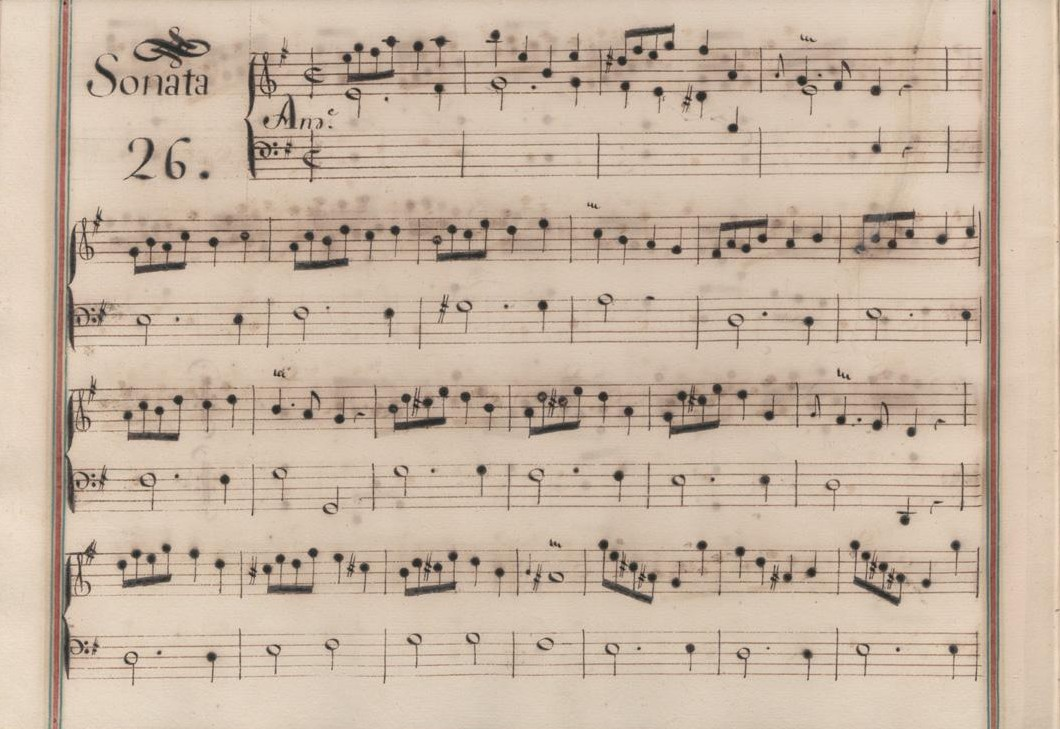
Venise V 26.

## Interprètes
La sonate K. 291 est défendue au piano notamment par Konstantin Scherbakov (2000, Naxos, vol. 7), Carlo Grante (2012, Music & Arts, vol. 3) ; au clavecin par Scott Ross (1985, Erato), Richard Lester (2003, Nimbus, vol. 2) et Pieter-Jan Belder (Brilliant Classics). Aline Zylberajch (2002, Ambronay) la joue sur piano-forte et Luigi Attademo (2009, Brilliant Classics), à la guitare.

## Sources
: document utilisé comme source pour la rédaction de cet article.
- Ralph Kirkpatrick (trad. de l'anglais par Dennis Collins), Domenico Scarlatti, Paris, Lattès, coll. « Musique et Musiciens », 1982 (1re éd. 1953 (en)), 493 p. (ISBN 978-2-7096-0118-4, OCLC 954954205, BNF 34689181).
- Alain de Chambure, « Domenico Scarlatti : Intégrale des sonates — Scott Ross », Erato (2564-62092-2), 1985 (OCLC 891183737) .
- (en) Carlo Grante, « Domenico Scarlatti, intégrale des sonates pour clavier (vol. 3) », Music & Arts (CD-1292), 2013 (OCLC 907929504) .